# Viyən
Viyən è un comune dell'Azerbaigian situato nel distretto di Lənkəran.